# Ken Akamatsu
Ken Akamatsu (赤松 健, Akamatsu Ken; Prefectura de Kanagawa, Japó, 5 de juliol de 1968) és un mangaka japonès.
En la seva joventut va intentar estudiar audiovisuals a la Universitat de Tòquio, però després de suspendre dos cops l'examen d'accés, va acabar estudiant literatura a la Universitat de Chuo.
Va començar dibuixant manga com a aficionat al Comiket de Tòquio amb el pseudònim d'Awa Mizuno i posteriorment va poder llançar a la venda els seus primers mangues importants, AI Ga Tomaranai (1994-1997) i Always My Santa (1998).
El manga que el va fer famós internacionalment és Love Hina (1998-2001), on justament el protagonista va suspendre dues vegades l'examen d'accés a la Universitat de Tòquio. Un altre manga conegut d'ell és Negima! Magister Negi Magi. Ambdós manga, de gènere harem, tenen en comú que el protagonista és un home que viu rodejat de dones.